# Mauritiophasma motalai
Mauritiophasma motalai är en insektsart som beskrevs av Nicolas Cliquennois och Brock 2004. Mauritiophasma motalai ingår i släktet Mauritiophasma och familjen Phasmatidae. Inga underarter finns listade i Catalogue of Life.